# Зафира
 Тази статия е за порнографската актриса.  За модела на Опел вижте Опел Зафира.  
Зафира (на английски: Zafira) е унгарска порнографска актриса, родена на [13 ноември 1984 година в град Будапеща, Унгария.
Родена е с името Бетина Колар. Започва кариерата си в порнографската индустрия през 2005 г., когато е на 21-годишна възраст.
В 2006 година френската марка за облекло „Шай“ снима еротичен видеоклип с участието на Зафира и порноактрисата Софи Муун, който е част от рекламна кампания.
В 2008 година Зафира се подлага на пластична операция и си слага имплант в едната гърда, защото е по-голяма от другата.

## Награди и номинации
Номинации
- 2009: Номинация за Hot d'Or награда за най-добра европейска актриса – „Живи кукли“.[6][7]
- 2012: Номинация за AVN награда за чуждестранна изпълнителка на годината.[8]